# Сігурд Ларсен
Ларсен Сігурд (дан. Larsen, Sigurd) — данський громадянин, який під час Другої світової війни здійснив героїчний вчинок, рятуючи євреїв від нацистських переслідувань.
Сігурд Ларсен, син данця та німкені, проживав у Берліні до середини 1930-х років, де займався імпортно-експортним бізнесом, спеціалізуючись на постачанні меблів з Німеччини до Скандинавії. Через своє неприйняття нацистської ідеології він перевіз свою дружину та двох дітей до Копенгагена, хоча продовжував вести комерційну діяльність із Німеччиною.
Одним із його ділових контактів у Берліні був Йоахім Маркузе — єврей за походженням, який спершу був звільнений з посади бригадира на меблевому підприємстві, де працював також Ларсен, а згодом, у 1940 році, заарештований та відправлений на примусову працю. Завдяки фаховим навичкам теслі Йоахім був направлений до меблевої фабрики, де незабаром обійняв адміністративну посаду. Ларсен підтримував із ним зв’язок і неодноразово відвідував його.
У 1941 році Йоахім, будучи інтернованим, одружився з 19-річною Гердою Берловиц (у шлюбі — Діна Вайль), яка також працювала на фабриці як примусова робітниця. Згодом, через зростання загрози депортації, Йоахім звернувся до Сігурда з проханням допомогти йому, дружині та другові Курту Левіну втекти.
Ларсен погодився та розробив ретельний план. Він здійснив велике замовлення меблів на передріздвяний період — час, коли контроль у таборі послаблювався. Як адміністративний працівник, Йоахім відповідав за завантаження продукції. Він підготував схованку у вагоні та забезпечив трьох біженців водою й провізією. Напередодні Різдва Сігурд прибув на фабрику разом із представниками німецької митниці та поліції, які не виявили трьох євреїв під час перевірки. Надалі Ларсен супроводжував вантаж на кораблі до Швеції, переживаючи за безпеку своїх попутників протягом восьмиденної подорожі.
У Швеції Йоахім Маркузе, Герда Берловиц і Курт Левін благополучно дісталися притулку.
За мужність і самовідданість, виявлені під час рятування євреїв, 18 березня 2001 року Сігурда Ларсена було визнано Яд Вашем Праведником народів світу.